# Џим Варни
Џејмс Алберт Варни Млађи (енгл. James Albert Varney Jr.; Лексингтон, 15. јун 1949 — Вајт Хаус, 10. фебруар 2000) био је амерички глумац, комичар и писац. Остао је упамћен по улози Ернеста П. Ворела којег је тумачио у бројним телевизијским рекламама и филмовима и за којег је освојио награду Дневни Еми. Касније је глумио у филму Брђани са Беверли Хилса и позајмљивао глас Слинкију у анимираним филмовима Прича о играчкама и Прича о играчкама 2.